# E420 (trasa europejska)
E420 – trasa europejska biegnąca przez Belgię oraz Francję. Zaliczana do tras kategorii B droga łączy Nivelles z Reims. Jej długość wynosi 187 km.

## Przebieg trasy
- Nivelles E19
- Charleroi E42
- Charleville-Mézières E44 E46
- Reims E17 E46 E50